# 16.ª circunscripción senatorial de Chile
La 16.ª circunscripción senatorial de Chile es una de las dieciséis entidades electorales de este tipo que conforman la República de Chile. Su territorio comprende la totalidad de las comunas de la Región de Ñuble, ubicada geográficamente en la zona central chilena. Fue creada en 2015 por medio de la ley 20.840, a partir de las hasta entonces 12.ª circunscripción senatorial y 13.ª circunscripción senatorial. Con una población que, según el censo del año 2017, alcanza los 480.609 habitantes, elige dos de los cincuenta senadores que integran el Senado de Chile.

## Representación
A febrero de 2023, la circunscripción senatorial 16 de Chile es representada por los siguientes senadores para el periodo 2022-2030:
| Periodo | Senador | Senador                                 | Senador                   | Senador | Senador                                 | Senador                       | Mandato                                       |
| Periodo | Nombre  | Nombre                                  | Partido                   | Nombre  | Nombre                                  | Partido                       | Mandato                                       |
| ------- | ------- | --------------------------------------- | ------------------------- | ------- | --------------------------------------- | ----------------------------- | --------------------------------------------- |
| LVI     |         | Loreto Carvajal Ambiado (Cabrero, 1973) | Partido por la Democracia |         | Gustavo Sanhueza Dueñas (Chillán, 1966) | Unión Demócrata Independiente | 11 de marzo de 2022 - Actualmente en el cargo |

## Historia electoral

### Elecciones parlamentarias de 2021
| Pacto                               | Pacto                        | % Pacto                     | Candidato/a                         | Candidato/a                      | Partido                     | Votos   | %      | Resultado |
| ----------------------------------- | ---------------------------- | --------------------------- | ----------------------------------- | -------------------------------- | --------------------------- | ------- | ------ | --------- |
|                                     | AA. Chile Vamos              | 32,21%                      |                                     | Gustavo Sanhueza Dueñas          | UDI                         | 30 294  | 17.31  | Senador   |
|                                     | AA. Chile Vamos              | 32,21%                      | Jacqueline van Rysselberghe Herrera | UDI                              | 21 790                      | 12.45   |        |           |
|                                     | AA. Chile Vamos              | 32,21%                      | Victoria Ortiz Vera                 | PRI                              | 4 289                       | 2.45    |        |           |
|                                     | AB. Partido de la Gente      | 8,65%                       |                                     | David Keller Freeman             | PDG                         | 8 290   | 4.74   |           |
|                                     | AB. Partido de la Gente      | 8,65%                       | Katherine Rupertina Quilodrán Parra | PDG                              | 6 842                       | 3.91    |        |           |
|                                     | AH. Nuevo Pacto Social       | 43,46%                      |                                     | Loreto Carvajal Ambiado          | PPD                         | 43 294  | 24.74  | Senadora  |
|                                     | AH. Nuevo Pacto Social       | 43,46%                      | Jorge Sabag Villalobos              | PDC                              | 32 764                      | 18.72   |        |           |
|                                     | AL. Partido Ecologista Verde | 5,51%                       |                                     | Eliana Sanhueza Ortiz            | PEV                         | 4 977   | 2.84   |           |
|                                     | AL. Partido Ecologista Verde | 5,51%                       | Juan Manuel Rivas Garrido           | PEV                              | 4 660                       | 2.66    |        |           |
|                                     | AN. Dignidad Ahora           | 3,15%                       |                                     | Samuel Abelardo Jiménez Moraga   | IND-PI                      | 5 510   | 3.15   |           |
|                                     | AR. Apruebo Dignidad         | 7,02%                       |                                     | Cecilia del Pilar Palacios Leiva | PCCh                        | 12 284  | 7.02   |           |
| Votos válidamente emitidos          | Votos válidamente emitidos   | Votos válidamente emitidos  | Votos válidamente emitidos          | Votos válidamente emitidos       | Votos válidamente emitidos  | 174 994 | 90.23  | 90.23     |
| Votos nulos                         | Votos nulos                  | Votos nulos                 | Votos nulos                         | Votos nulos                      | Votos nulos                 | 7 873   | 4.06   | 4.06      |
| Votos en blanco                     | Votos en blanco              | Votos en blanco             | Votos en blanco                     | Votos en blanco                  | Votos en blanco             | 11 067  | 5.71   | 5.71      |
| Total de sufragios emitidos         | Total de sufragios emitidos  | Total de sufragios emitidos | Total de sufragios emitidos         | Total de sufragios emitidos      | Total de sufragios emitidos | 193 934 | 100.00 | 100.00    |
| Fuente: Servicio Electoral de Chile |                              |                             |                                     |                                  |                             |         |        |           |